# Fanny Mikey
Fanny Elisa Mikey Orlanszky (Buenos Aires, Argentina, c. 1930 – Santiago de Cali, Colòmbia, 16 d'agost del 2008) fou una actriu, productora i empresària teatral colombiana, tot i que nascuda a l'Argentina. Visqué i treballà al seu país d'adopció des del 1959 fins a la seva mort.

## Biografia
La seva família, jueva, havia fugit de Lituània a causa de l'antisemitisme de l'Imperi Rus. El cognom del seu pare era Mikeaj, però fou canviat per Mikey a l'oficina d'immigració de Buenos Aires. Es casà molt jove amb un noi sefardita, però no van durar per les diferències culturals entre ells i perquè el marit no acceptava la seva vocació teatral. El 1958, marxà de l'Argentina cap a Colòmbia seguint un altre home que estimava, però en aquest cas no funcionà per les diferències religioses, ja que ell era catòlic.
El 1976, a banda d'adoptar un nen amb la seva nova parella, s'instal·là a Bogotà, on creà la Fundación Teatro Nacional per promoure el teatre a Colòmbia, i des d'on es feren adaptacions d'obres famoses, com ara Dona Flor e seus dois maridos, The vagina monologues o Closer.
El 1988 creà el Festival Iberoamericano de Teatro de Bogotá, considerat el festival de teatre més gran del món, i en fou directora fins a la seva mort.
Fanny Mikey morí als 78 anys d'una insuficiència renal quan estava enfeinada amb la seva última obra, Perfume de arrabal y tango. Se li van fer uns funerals propis d'un heroi nacional amb participació de molts amics de l'àmbit de la creació artística i de milers de persones, així com les principals autoritats del país. El President Uribe dictà un decret per lloar la seva memòria com a ciutadana modèlica de la República. Les seves cendres, segons els seus desitjos, foren repartides entre Colòmbia i Argentina.